# Hřbitov šílenců
Hřbitov šílenců (1990, A Graveyard for Lunatics) je mysteriózní román s detektivní zápletkou amerického spisovatele Raye Bradburyho. Jde o druhý díl tzv. kalifornské trilogie, kam ještě patří romány Smrt je vždycky osamělá (1985, Death Is a Lonely Business) a Zbavme se Constance (2002, Let's All Kill Constance). Roku 2009 byla trilogie vydána souborně pod názvem Where Everything Ends (Kde všechno končí).
Román nese podtitul Další příběh dvou měst (Another Tale of Two Cities), což je narážka na slavný román Charlese Dickense Příběh dvou měst z roku 1859. Zatímco v Dickensově románu jde o Londýn a Paříž, zde se jedná o vedle sebe existující svět živých a mrtvých.
Příběh knihy se odehrává roku 1954 v prostředí filmových ateliérů v Los Angeles, které Bradbury důvěrně poznal, když zde působil jako filmový scenárista. Postavu animátora Roye Holdstroma vytvořil podle svého přítele a průkopníka na poli speciálních vizuálních efektů Raymonda Harryhausena a tyranského režiséra Fritze Wonga podle režiséra Fritze Langa a kameramana Jamese Wonga Howeho. Z prvního dílu trilogie se zde objevuje detektiv Elmo Crumley, jehož jméno zvolil Bradbury podle spisovatele drsné školy Jamese Crumleyho, a v příběhu opět vystupuje hvězda němého filmu Constance Rattiganová, do které se promítla Bradburyho platonická láska z mládí k herečce Katharine Hepburnové..

## Obsah románu
Vypravěčem románu je opět bezejmenný spisovatel z předcházejícího dílu trilogie, který nyní pracuje pro hollywoodské filmové studio Maximus Films. Společné se svým přítelem, výtvarníkem Royem Holdstromem, který je posedlý vytvářením filmových maket oblud a dinosaurů, mají za úkol vytvořit děsivý horor. V předvečer svátku Všech svatých (Halloween) dostane vypravěč anonymní nabídku na setkání na hřbitově, který přiléhá k zadní stěně ateliérů, s příslibem nových nápadů pro scénář. Na místě setkání však najde mrtvolu filmového magnáta Jamese Charlese Arbuthnota, který byl prohlášen za mrtvého před dvaceti lety jako oběť dopravní nehody. Když se vypravěč vrátí na hřbitov se svým přítelem Holdstromem, mrtvola je pryč. Brzy je zjištěno, že mrtvola byla ve skutečnosti loutka. Na scéně se rovněž objevuje strašlivě znetvořený muž. A dochází k nečekaným úmrtím.
Pátrání přináší další otázky. Zemřel vůbec Arbuthnot a kdo je vlastně ten znetvořený muž? A je výtvarník Holdstrom skutečně jen tím, za koho se vydává, nebo má aktivní podíl na následujících děsivých událostech? A kdo vlastně řídí filmové studio?

## Česká vydání
- Hřbitov šílenců, Baronet, Praha 2003, přeložil Richard Podaný.